# Ascogaster iti
Ascogaster iti är en stekelart som beskrevs av Walker och Trevor Huddleston 1987. Ascogaster iti ingår i släktet Ascogaster och familjen bracksteklar. Inga underarter finns listade.